# 임정면
임정면(1958년 9월 17일~)은 해태 타이거즈, 빙그레 이글스에서 뛰었던 전 야구선수다.

## 프로 입단 전
1976년 황금사자기 대회에서 마산상고(현 마산용마고)를 4강에 올리며 타격상·미기상을 동시에 수싱했고, 그해 제19회 이영민 타격상 수상자로도 선정되었다. 
이후 건국대를 거쳐 농협 야구단에서 선수 생활을 시작했는데 고등학교 졸업 뒤 한국화장품 입단설이 있었으나 무산됐다.

## 프로 시절
1982년 KBO 리그 원년 멤버로 해태 타이거즈에 입단했다. (등번호 19번) 1983년까지는 준주전~백업 급 대우를 받으며 기회를 받았으나 1984년부터는 입지가 좁아져 경기에 거의 나서지 못했다. 이후 1987년 빙그레 이글스로 팀을 옮긴 뒤(23번) 백업으로 두 시즌을 더 뛴 후 은퇴했다.

## 기록
- 1982년: 26경기 1홈런 2도루 0.219
- 1983년: 37경기 1도루 0.243
- 1984년: 7경기 0.125
- 1985년: 18경기 0.100
- 1986년: 5경기 0.400
- 1987년: 51경기 1홈런 3도루 0.250
- 1988년: 16경기 0.150

## 출신 학교
- 마산용마고등학교
- 건국대학교

## 같이 보기
- 1982년 해태 타이거즈 시즌